# Карл Ларссон
Карл Ларссон (швед. Carl Larsson; 28 травня 1853 — 22 січня 1919) — шведський художник і дизайнер інтер'єрів. Художник книг і часописів.

## Ранні роки
Ранні роки майбутнього художника були важкими. Він народився у Стокгольмі, у бідній родині. Батько мав тимчасові робочі місця, працював то найманцем, то кочегаром на судні, пиячив, втрачав одну роботу за іншою. В гніві батько заявив, що проклинав дні, коли народились його діти. Мати прала білизну і робила все, аби щось заробити для родини і дітей. В дитинстві його мати разом із Карлом та його братом Йоганом вигнали з домівки за борги. Родина вимушено змінила декілька тимчасових помешкань.
Його дитинство неможливо назвати добрим. Підлітком Карл був невпевненим у собі і погано адаптованим до суспільства.
Мав художні здібності, котрі оцінив його вчитель в школі для дітей бідноти. Останній і переконав підлітка навчатися в школі від Королівської академії мистецтв. Аби сплачувати навчання в художній школі, тринадцятирічний Карл підлітком почав працювати неповний день. Карл працював ретушером у фотоательє.

## Художня освіта
У віці 16 років його перевели до другої школи академії. Фінансовий стан юнака трохи покращився після отримання ним нагороди за успіхи (королівська медаль 1876 року). Трохи збільшилась і його впевненість у собі. Тоді ж він почав підробляти карикатуристом і малювальником у гумористичному журналі і газетних редакціях. Успіх мали його малюнки для тимчасових видань, і вже він почав
фінансово утримувати батьківську родину.

## Паризькі періоди
1877 року він вперше відвідав Париж, визнаний центр тодішньої культури. Перебування, самоосвіта і праця в Парижі розтяглися на декілька років. Але він опинився серед працьовитих і здібних художників, що не мали визнання і фінансового успіху у французькій столиці. Це був період, коли розпочалась важка початкова епоха французького імпресіонізму, а його представники ще не мали офіційного визнання. Карл Ларссон був серед тих митців, що залишилися в межах реалізму і не спокусились на новітні зрушення в мистецтві, сприйняті тоді далеко не всіма.
Згодом художник приєднався до колонії скандинавських художників, що мешкала в містечку Грьоз-сюр-Луан неподалік уславленого Фонтенбло. Там він зустрів молоду художницю Карін Бергьоо, котра стала його нареченою. Задля офіційного весілля молоді відбули у Швецію, де Карін стала дружиною художника.
В Париж художник приїздив неодноразово, але завжди повертався до Швеції.

## Власна родина і вілла «Хижка»

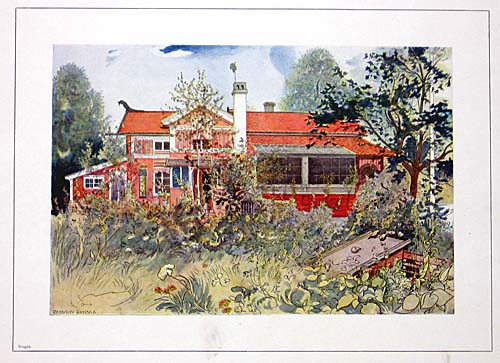
Хижка до збільшення і добудов, акварель роботи К. Ларссона 1899 р.

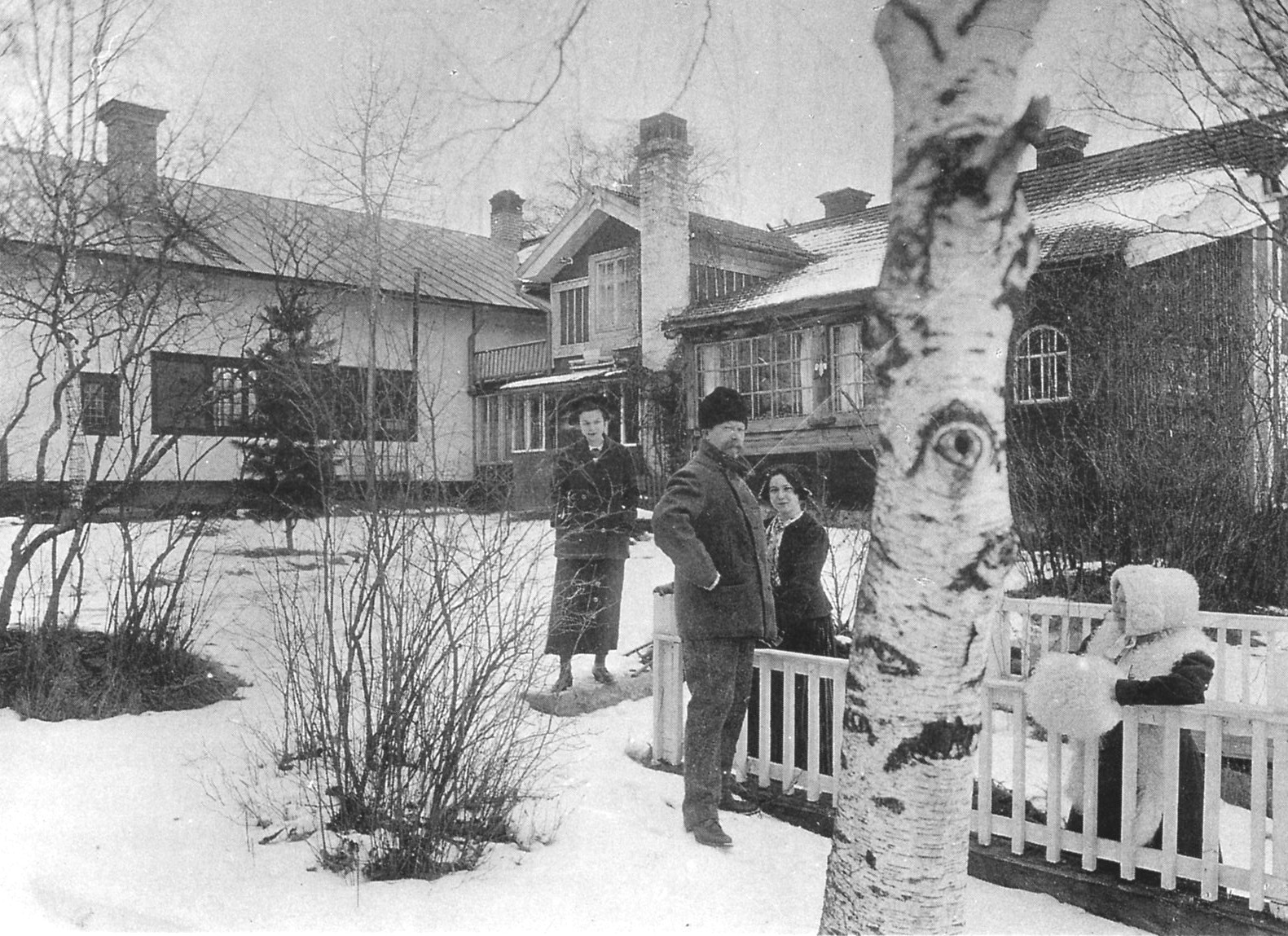
Вілла «Хижка» після збільшення, художник з родиною на подір'ї, фото 1911 року.

1888 року батько Карін, Адольф Бергьоо, передав молодій родині у володіння невеликий дерев'яний будинок поблизу міста Сундборн. Розпочався довгий період облаштування будинку для потреб родини, яка постійно збільшувалася. Дерев'яний будиночок в родині іронічно називали «Хижка». З роками до дерев'яної частини Карл додав кам'яну, де художник і облаштував нову власну майстерню. Автопортрет 1912 року створений в її інтер'єрі.
Подружжя мало вісім дітей, це —
- Сюзанна (1884 р.н.)
- Ульф (1887 р.н.)
- Понтус (1888 р.н.)
- Лісбет (1891 р.н.)
- Бріта (1893 р.н.)
- Матс(1894 р.н.)
- Кристі (1896 р.н.)
- Есбьорн (1900 р.н.)

Двоє дітей (Ульф та Матс) померли ще за життя Карла Ларссона і його дружини.

## Художня манера
Діти, малі сімейні події, невеликі свята, тихий побут родини стають головними сюжетами акварелей Карла Ларссона. Ще в роки першого перебування у Франції Карл перейшов від живопису олійними фарбами до графіки. Особливо йому вдавались акварелі, котрі він виконував старанно, вивірено, ретельно вибудовуючи кожну композицію. Його техніка в акварелі була така ж старанна і вивірена, що дозволяло використовувати оригінали до швидкого переведення у ілюстрації, поштівки, іншу друковану продукцію. В період розповсюдження імпресіонізму з його мозаїчною і неохайною технікою художня манера Ларссона зберігала привабливий, твердий малюнок, давні реалістичні традиції європейського і шведського живопису.

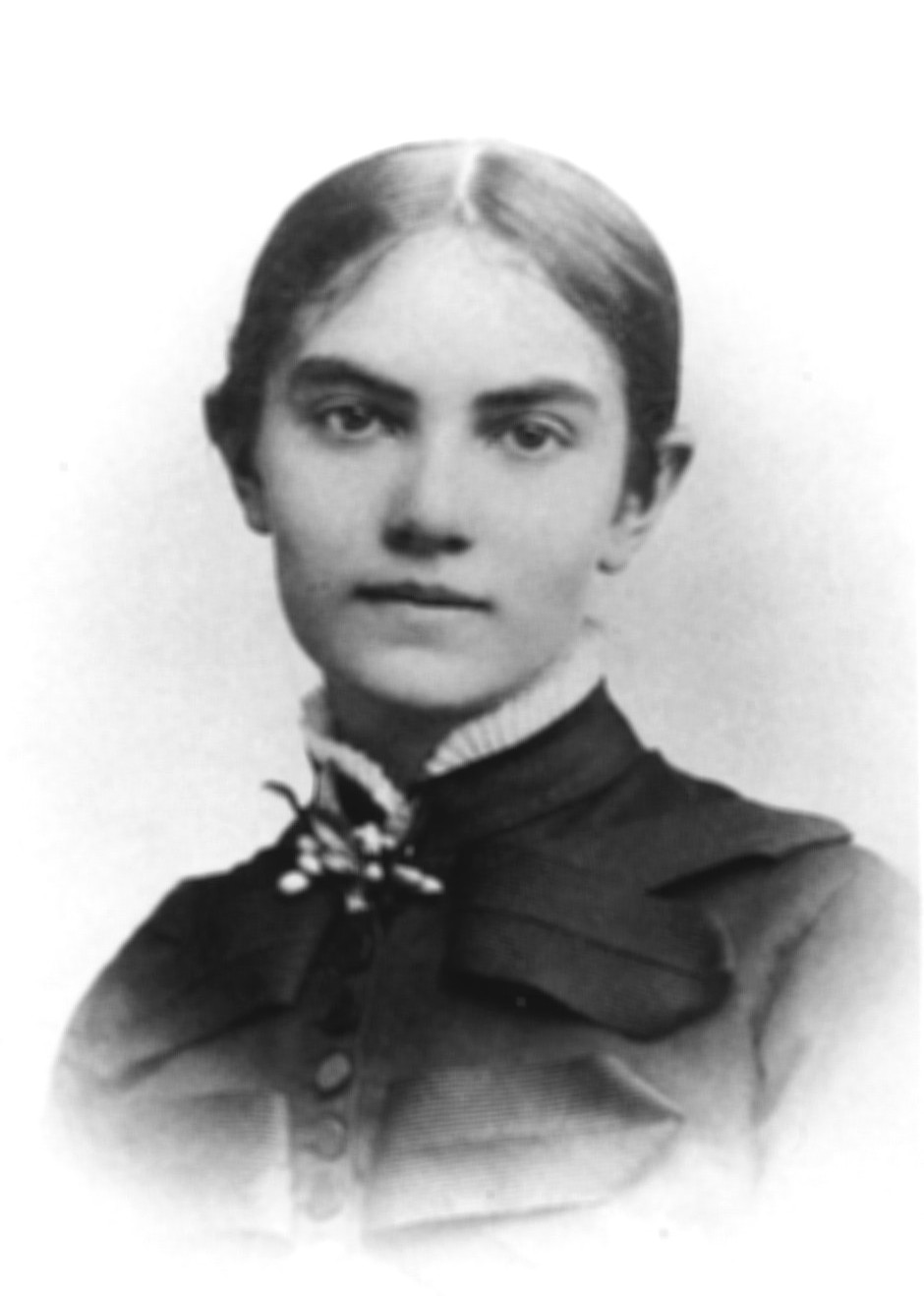
Карін Бергьоо в молоді роки, дружина художника
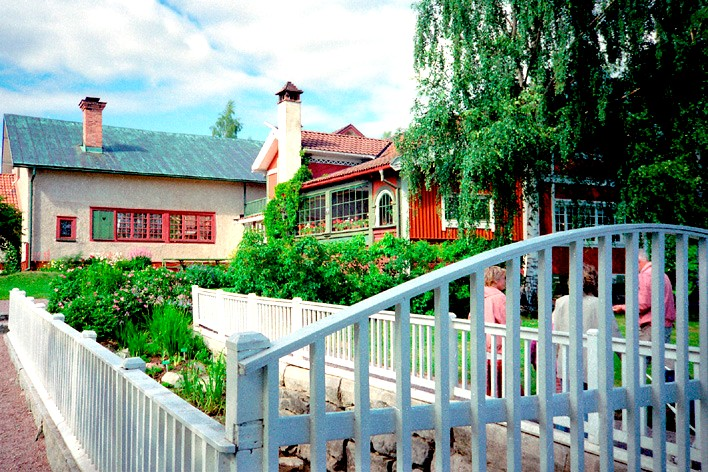
Вілла «Хижка» після добудов і збільшення
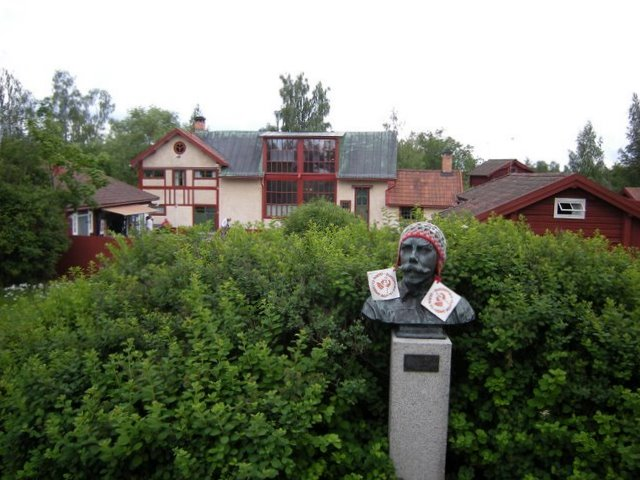
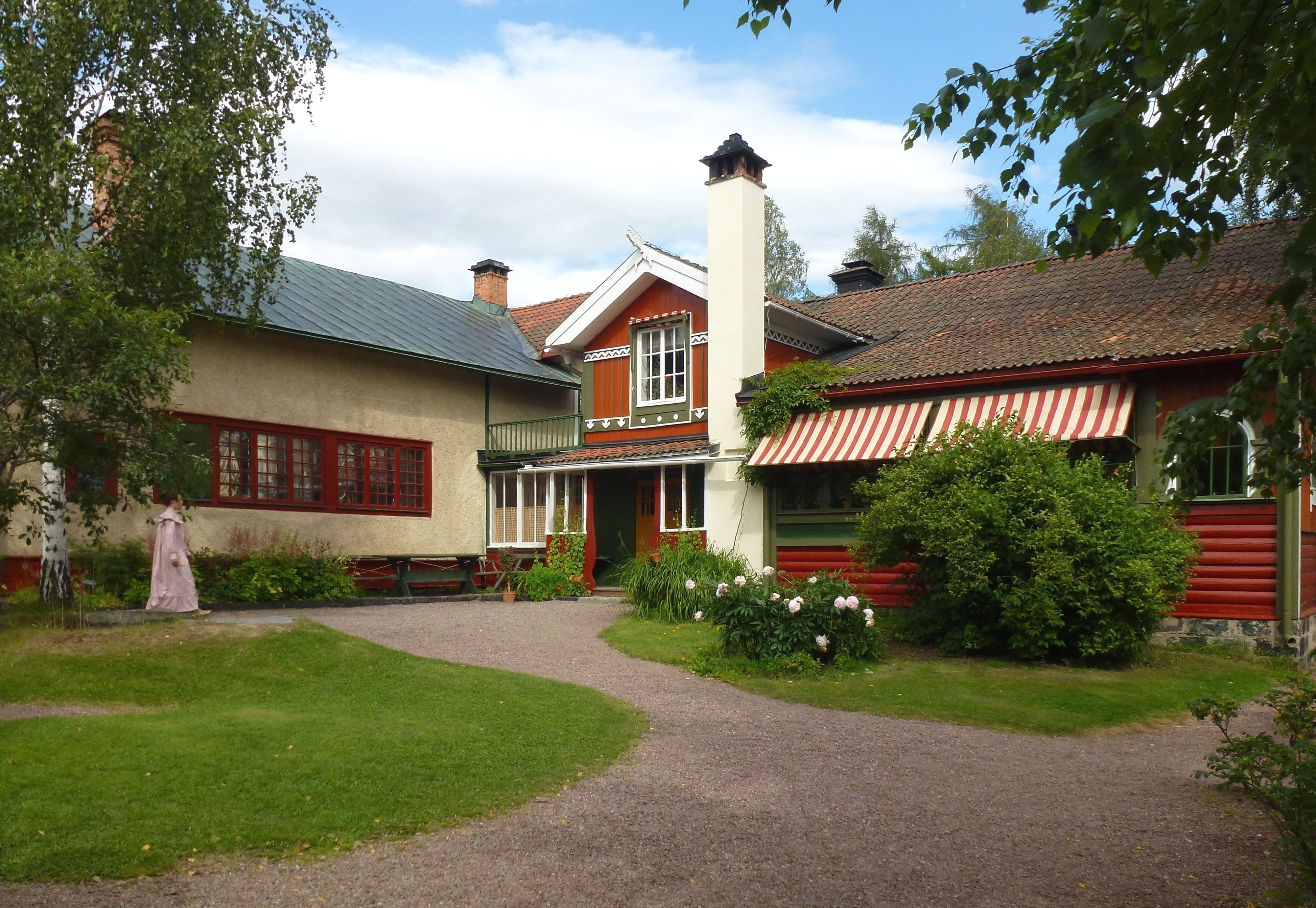
Дворик помешкання нащадків художника, фото 2012 року
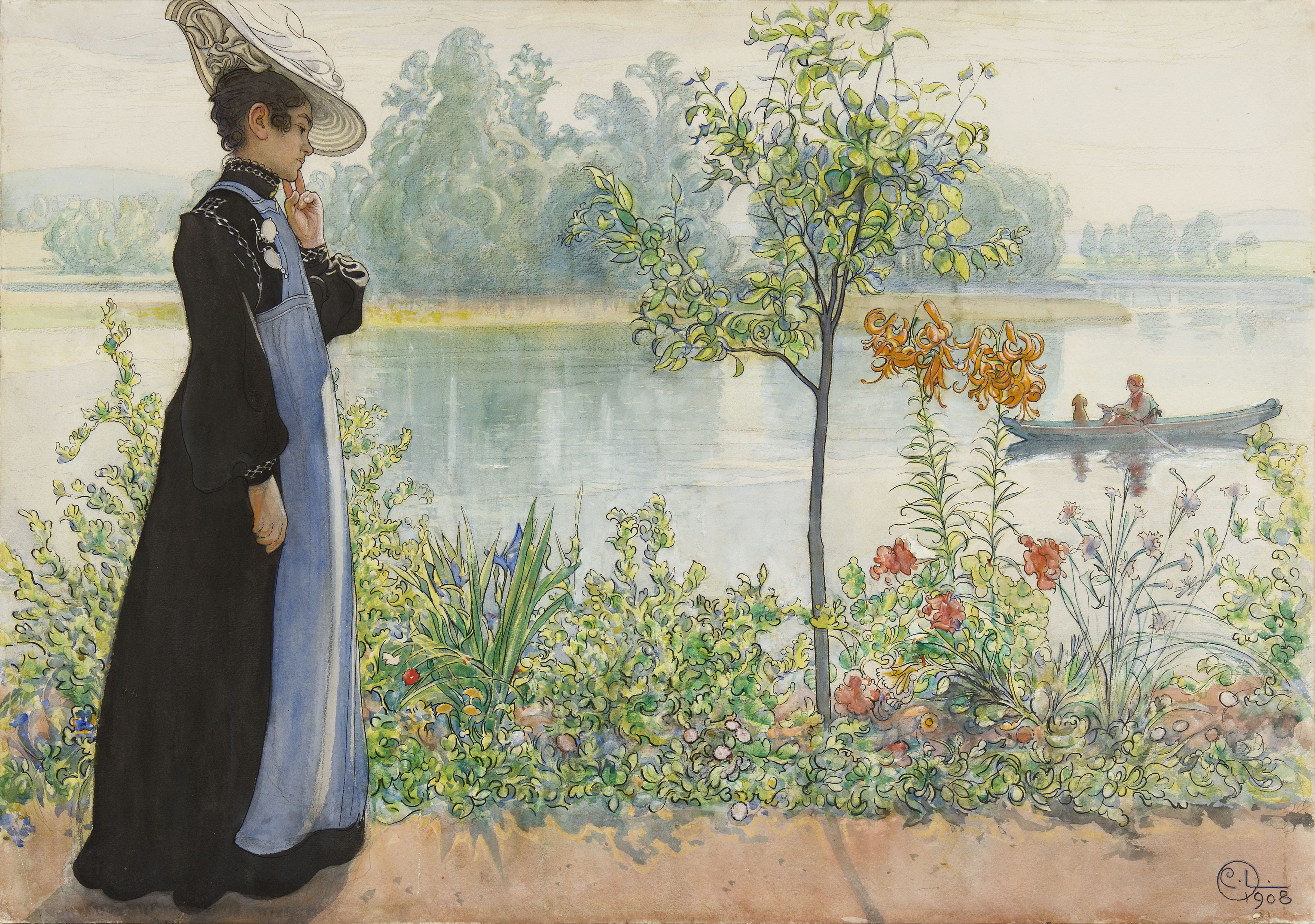
Карін на березі (1908)

## Вибрані роботи

«Спальня Карла Ларссона», 1899 р.
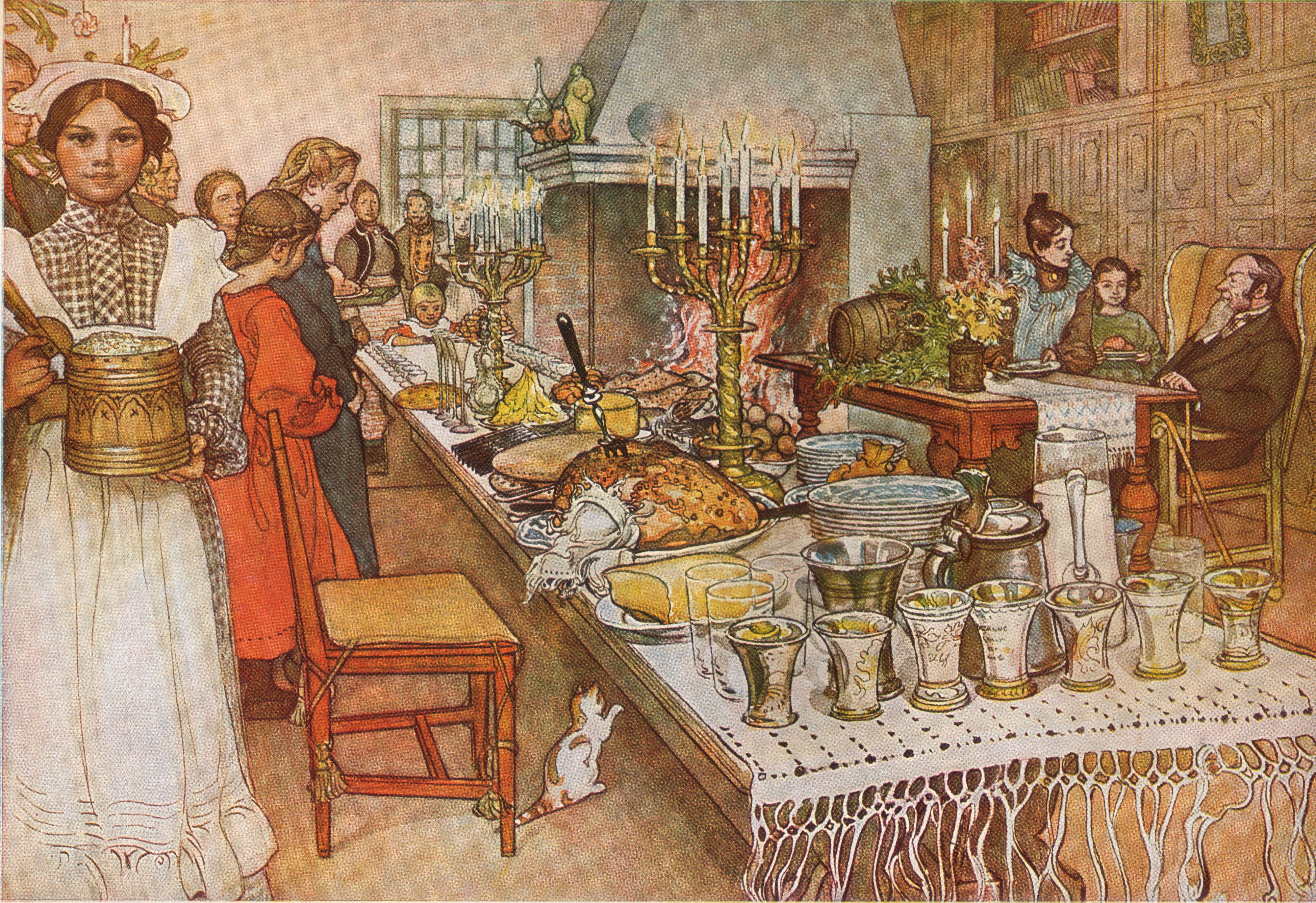
Julaftonen, «Святи́й Ве́чір» (1904-1905)
«Майстерня Карла Ларссона», 1899 р.
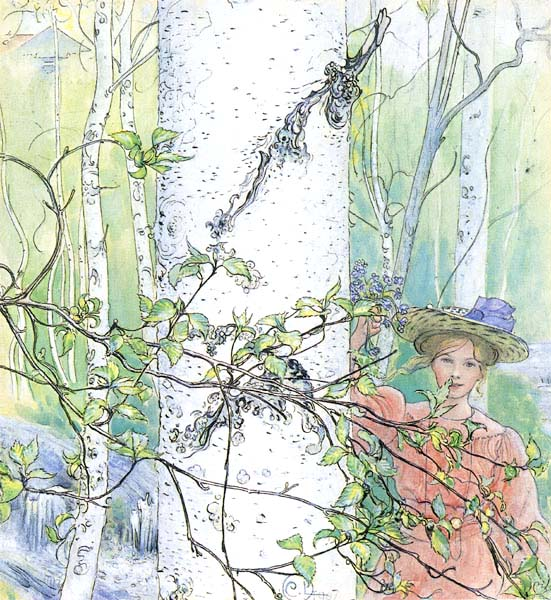
Våren, «Весна́» (1907)
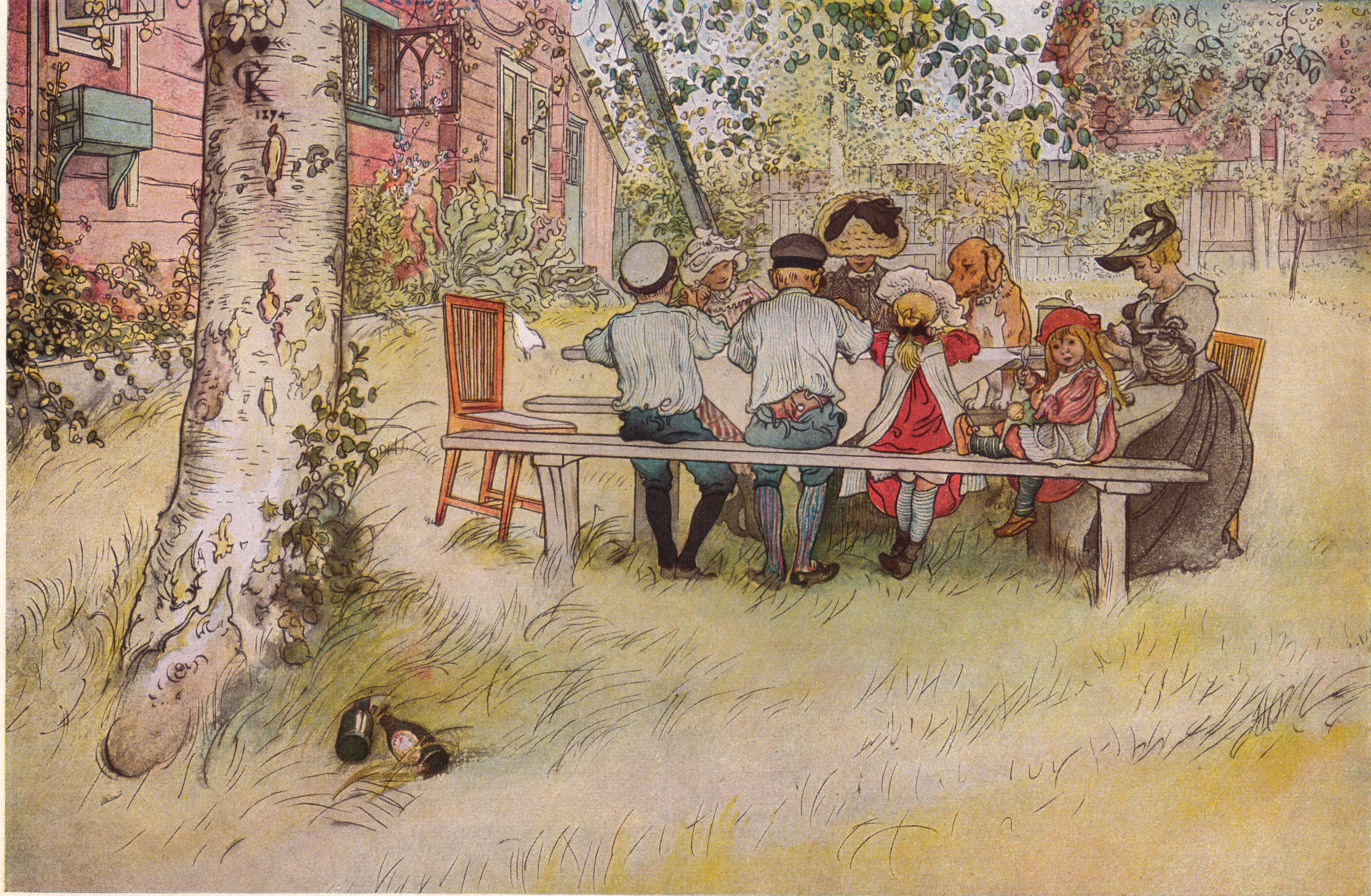
Frukost under stora björken, «Сніданок під березою» (1896)

### Скандинавський інтер'єр середнього достатку

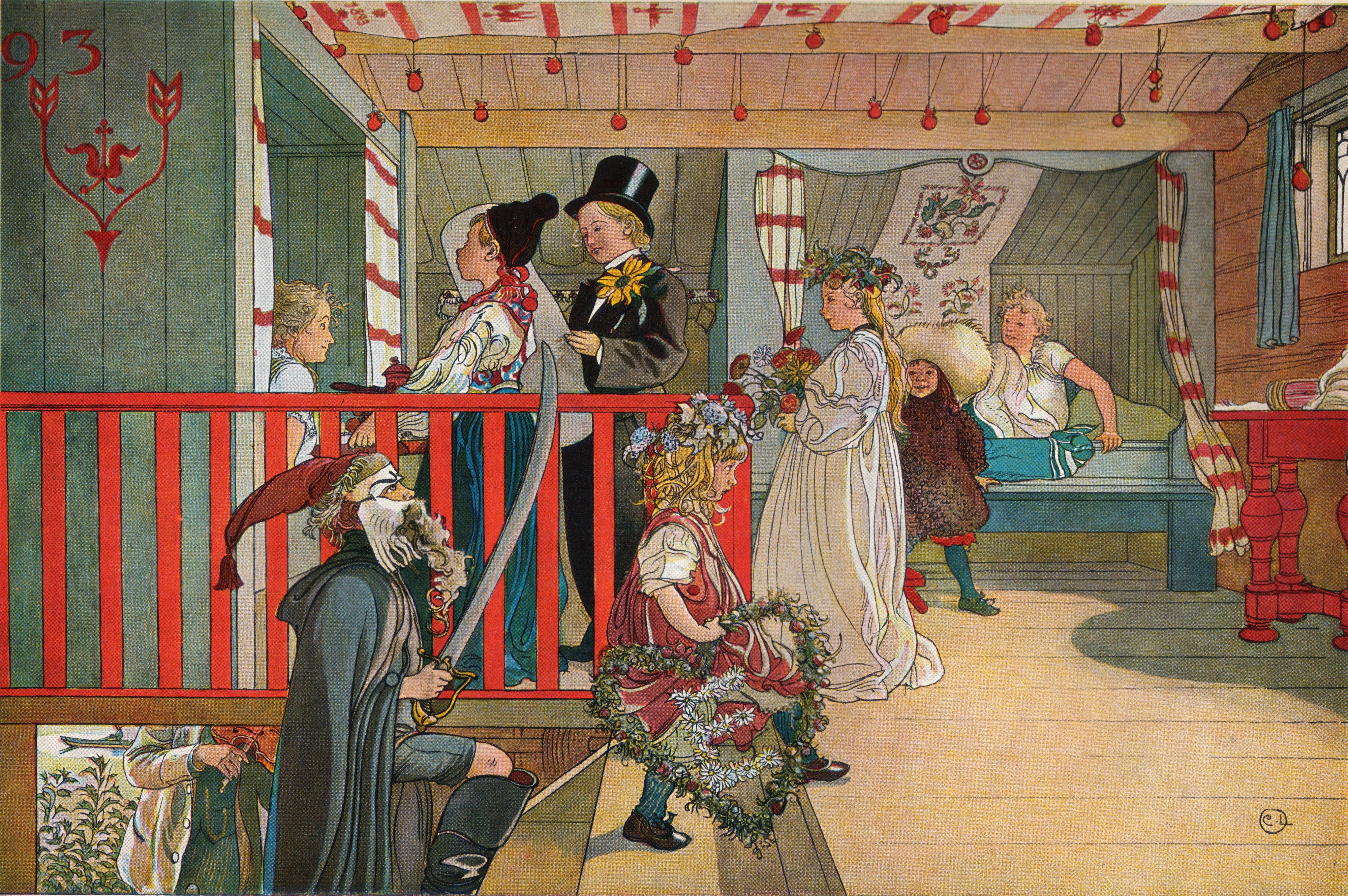
«Спальня. Вітання з днем янгола зранку», 1898 р.

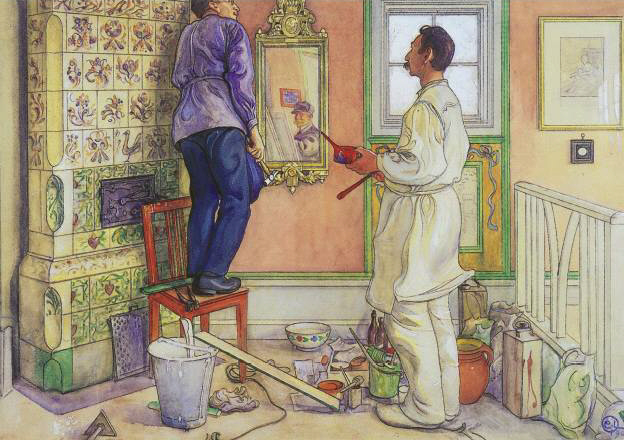
«Мій друг тесляр і художник», 1909 р.
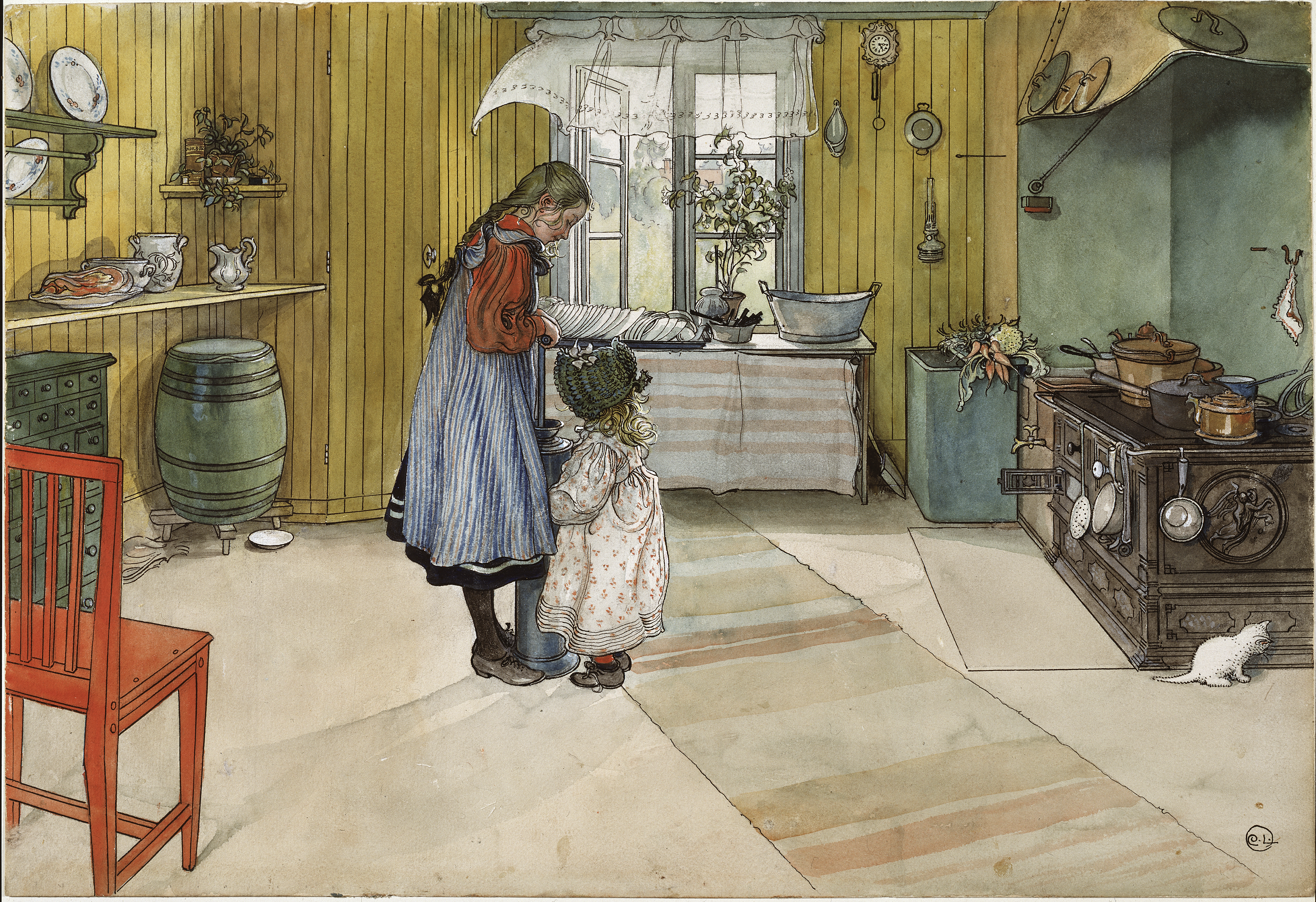
Карл Ларссон. «Кухня», 1898 р.
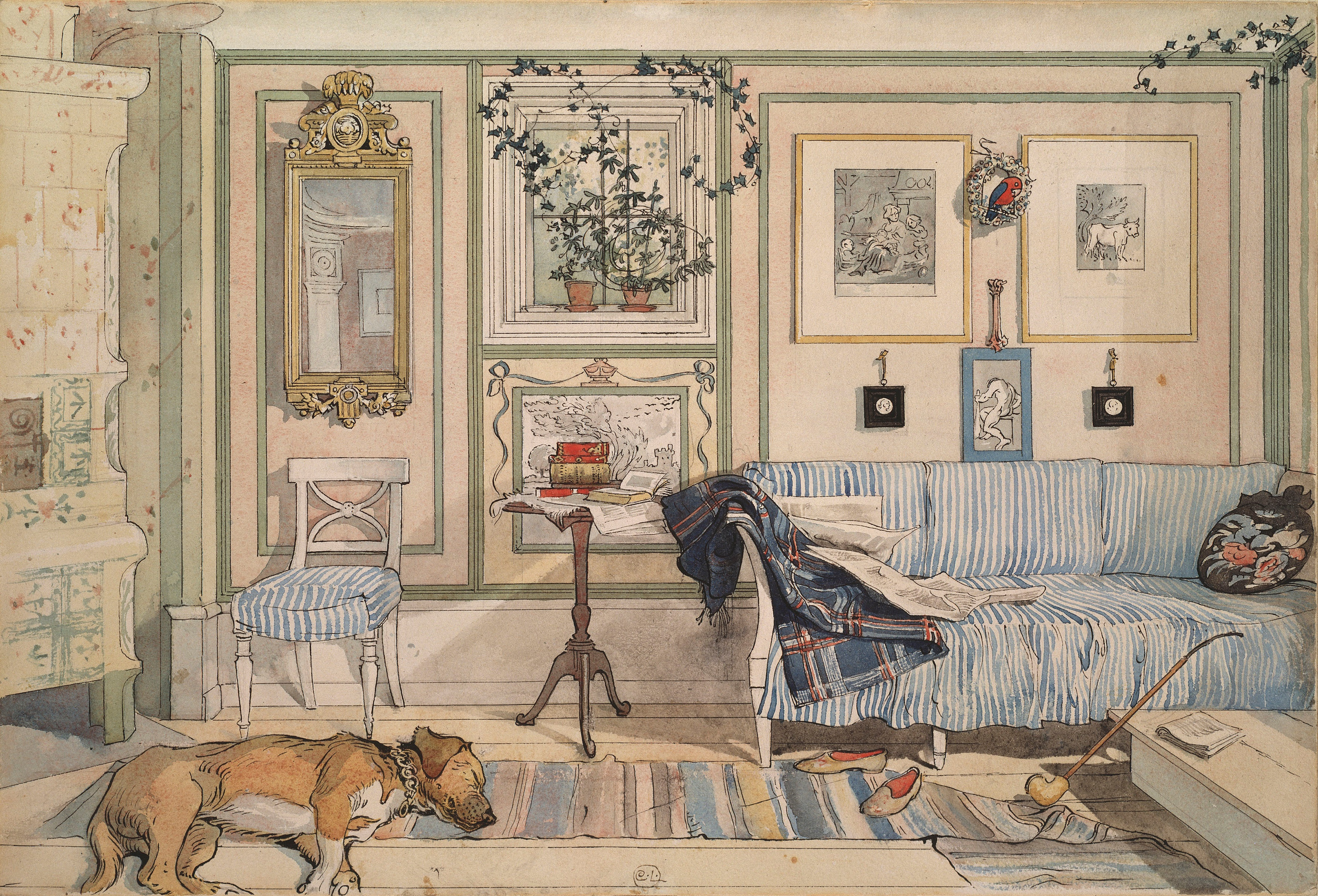
Карл Ларссон. «Кімната з піччю та диваном»,1894 р.
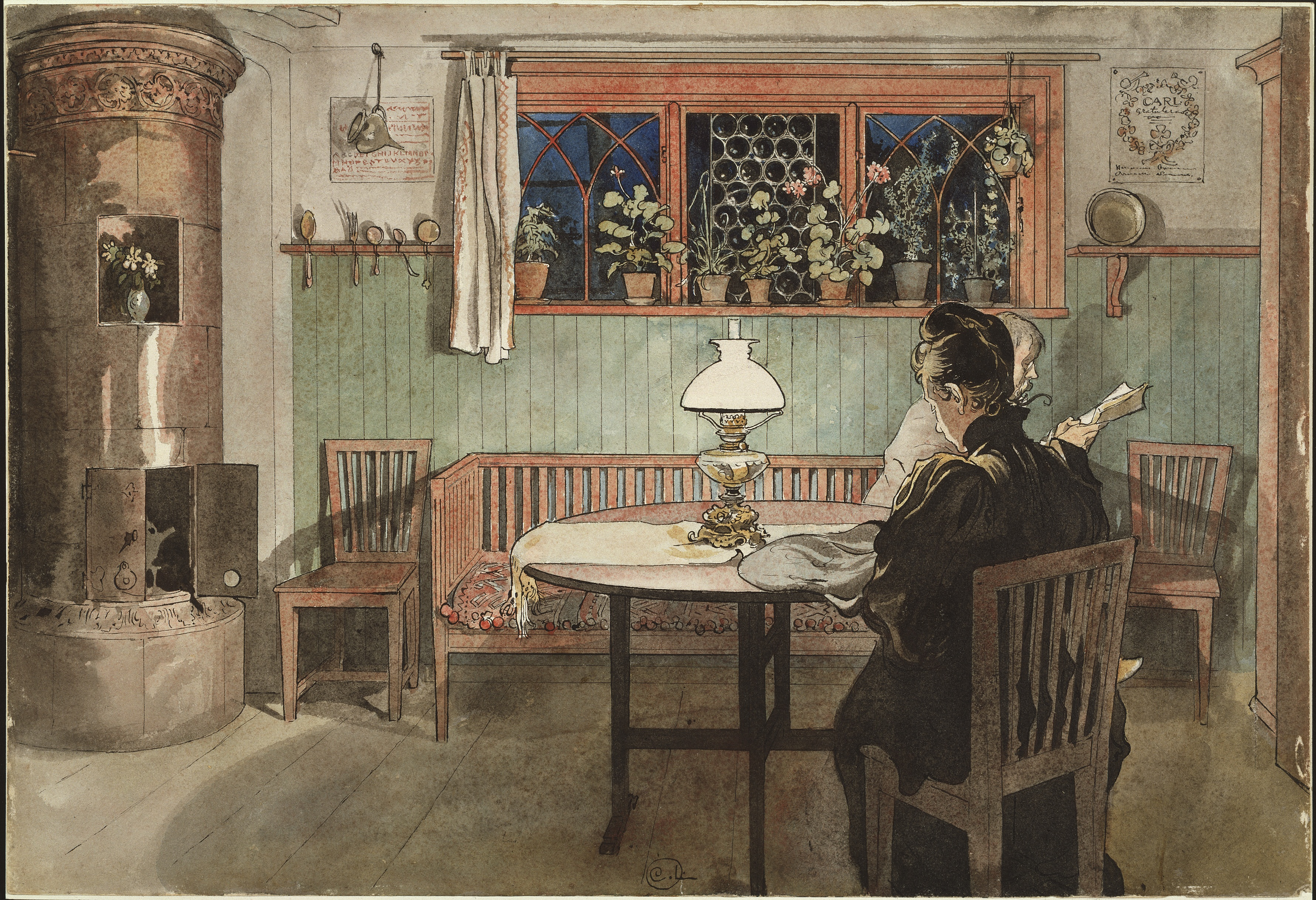
«Коли діти полягали спати», до 1898 р.
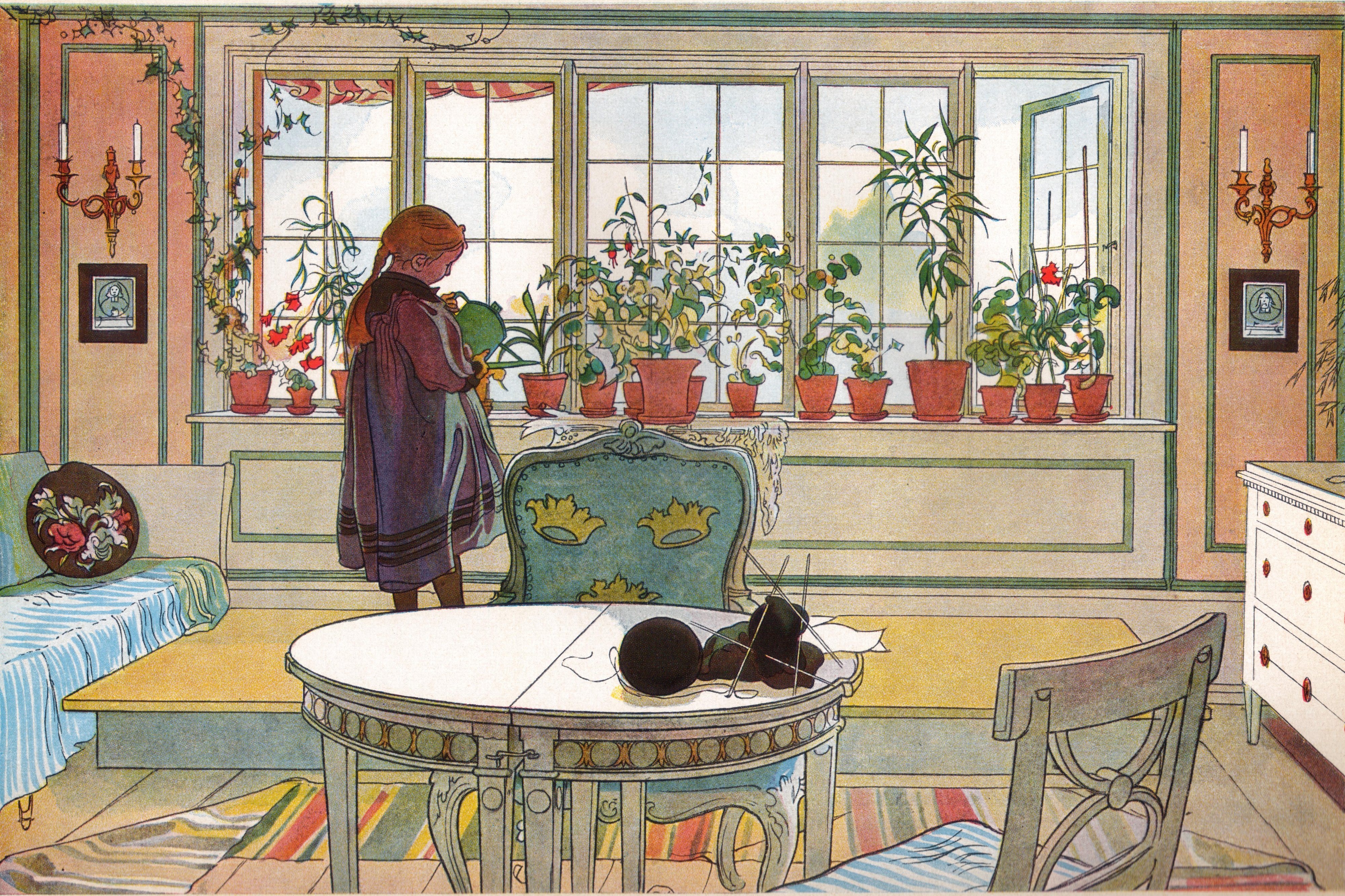
«Кімнатні рослини на підвіконні»,1894 р.

### Автопортрети

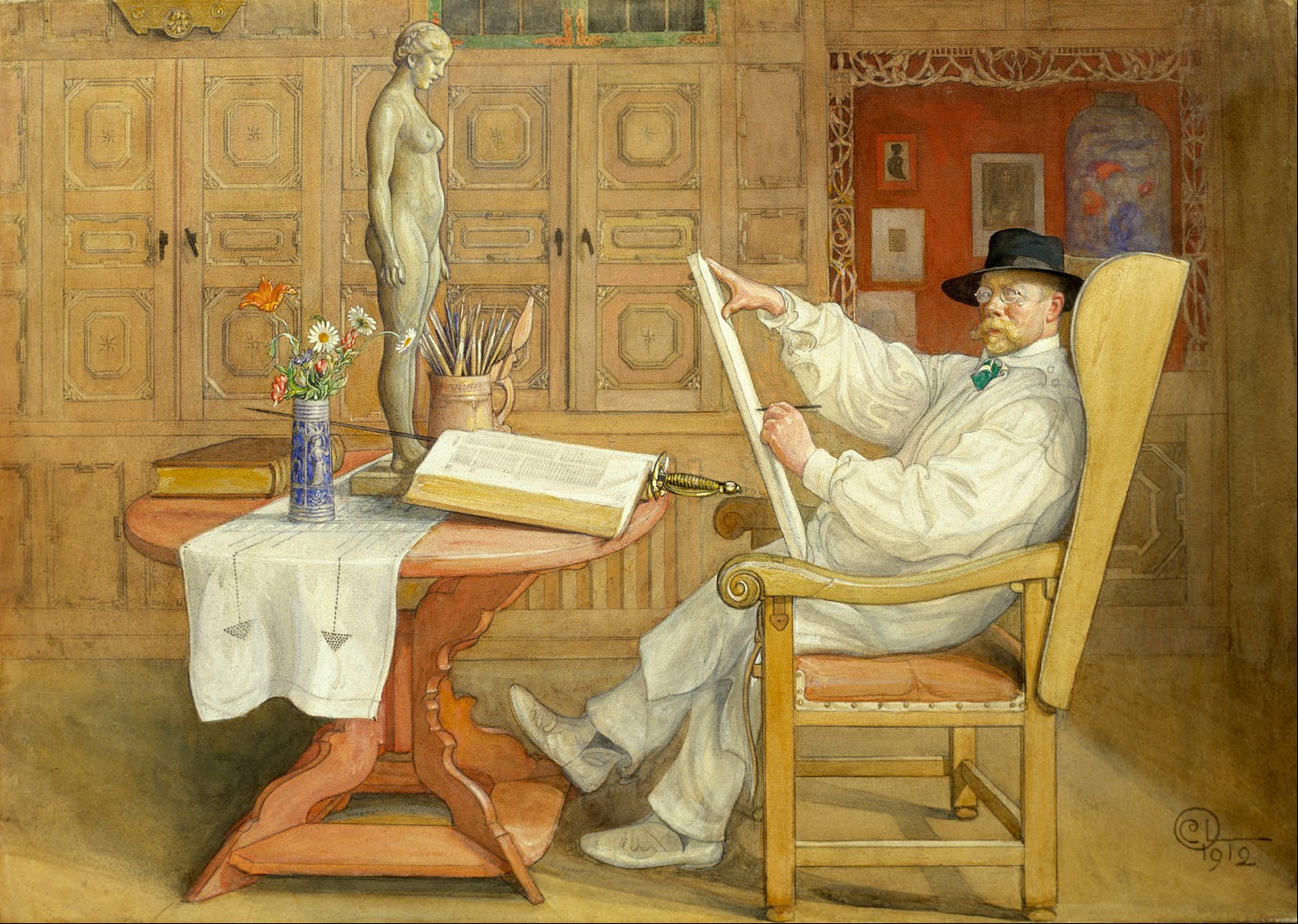
«Автопортрет в новій студії», 1912 р.

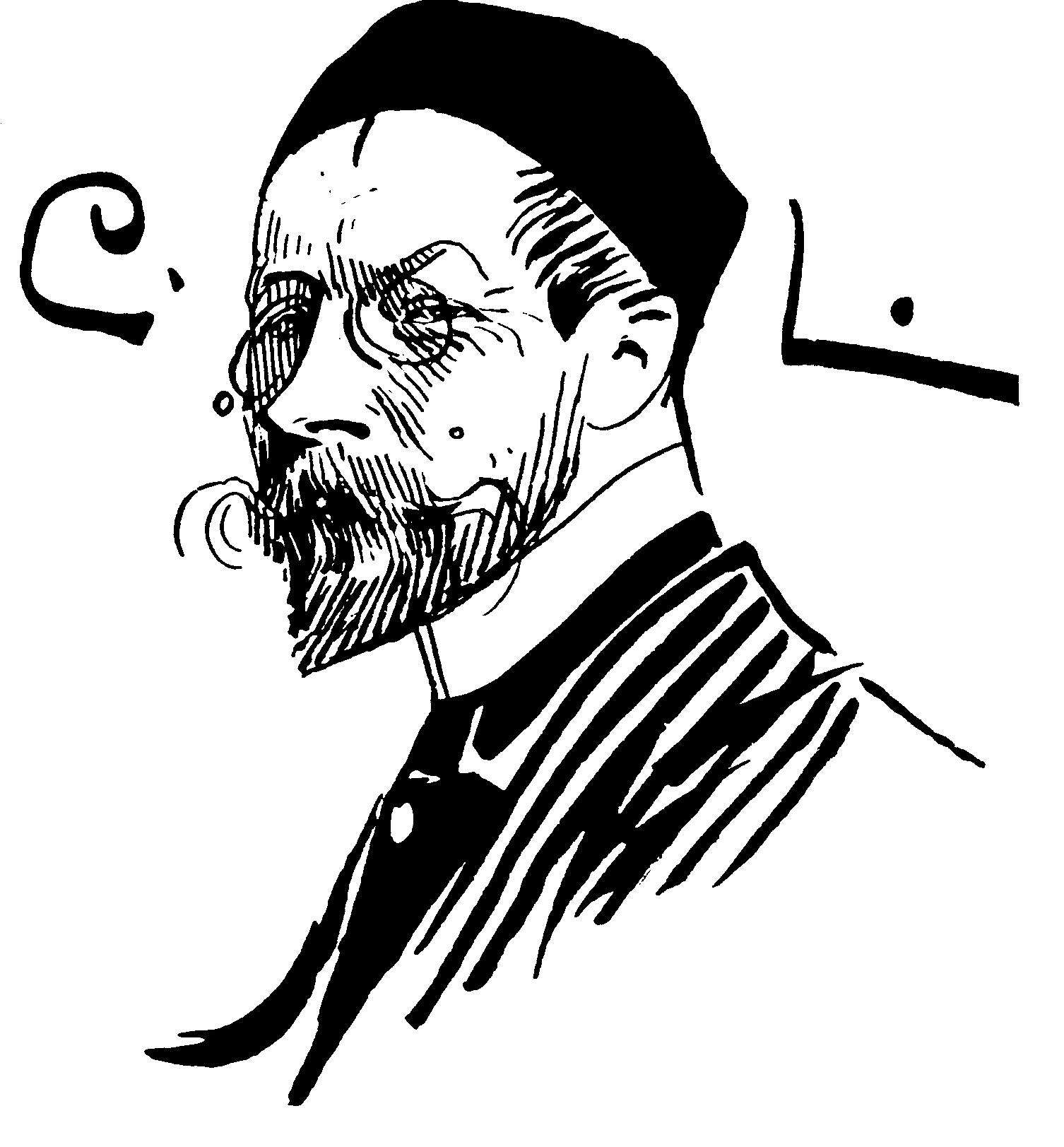
Графічний автопортрет
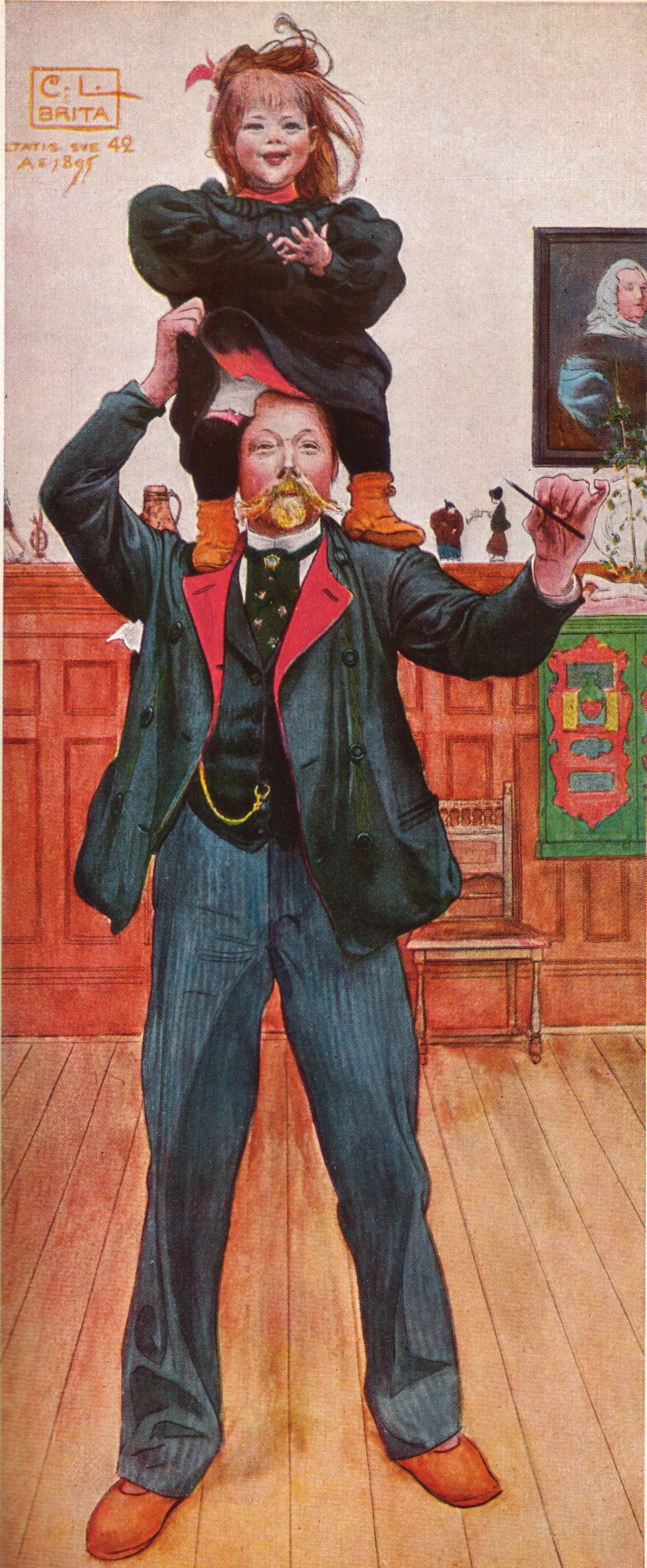
«Донька Бріта і я. Автопортрет », 1895 р.
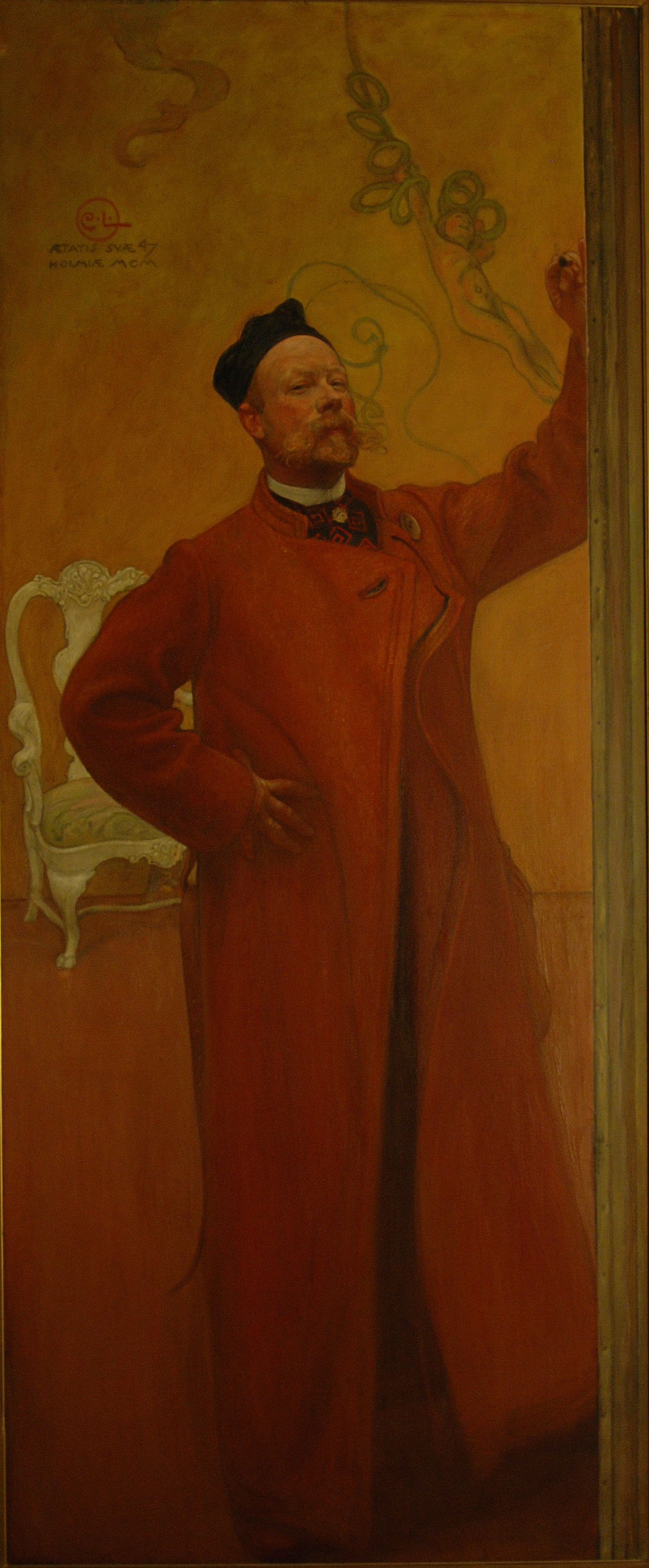
«Автопортрет», 1900 р.
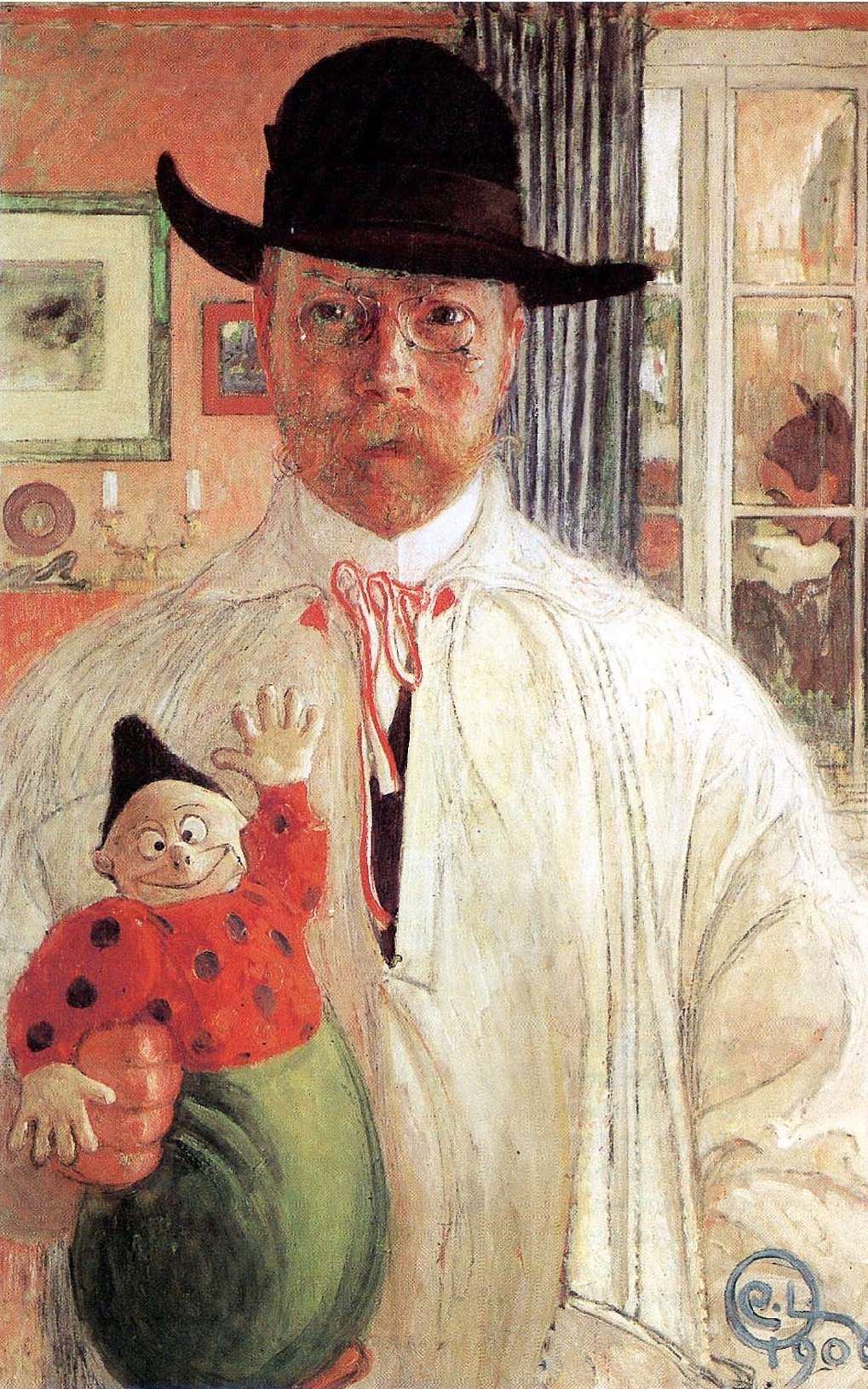
Останній автопортрет 1906 року, Коридор Вазарі.

### Стінописи й історичні композиції

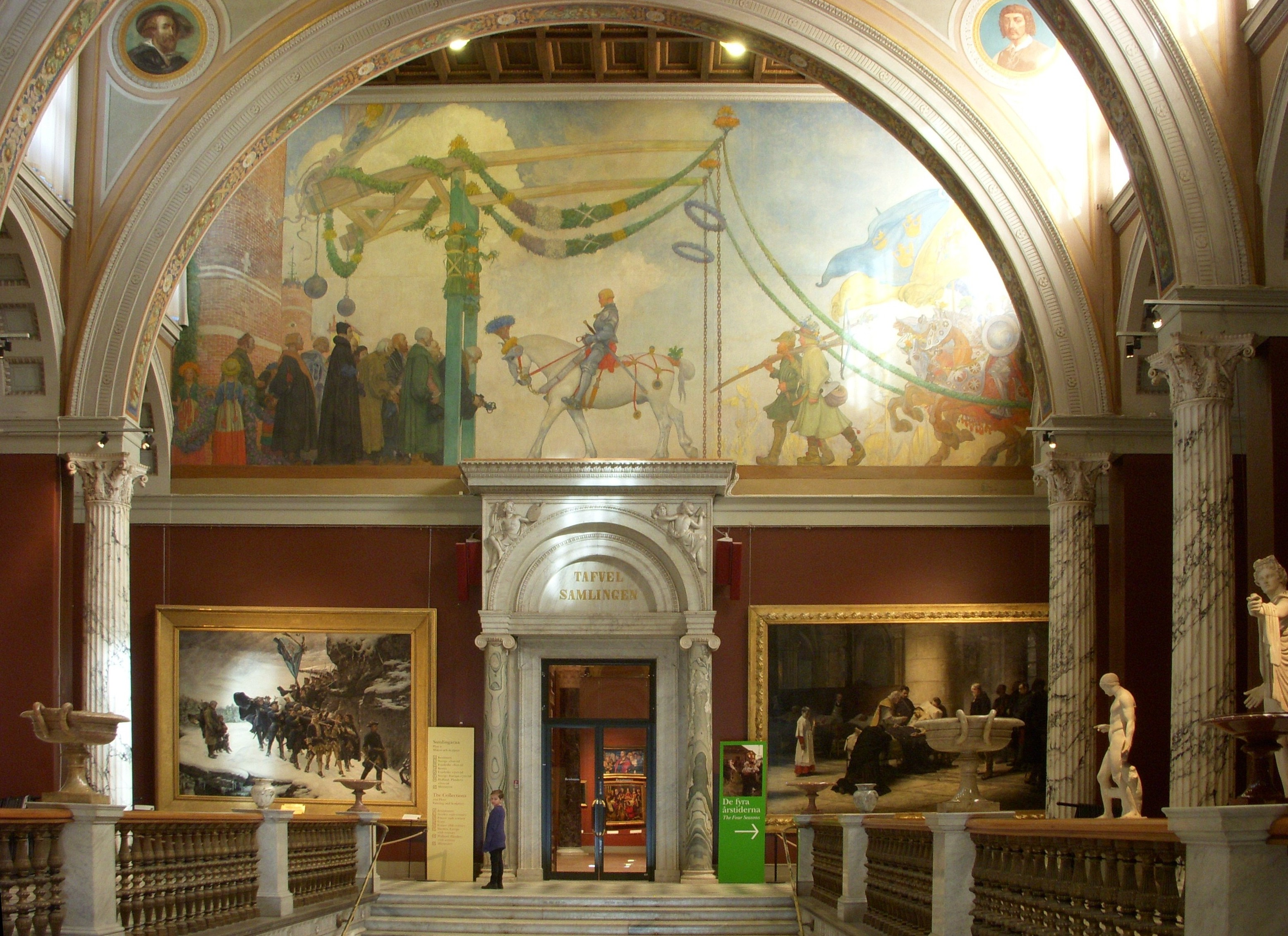
«Прибуття у Стокгольм Густава Вази для обрання його королем Швеції», 1907 рік.

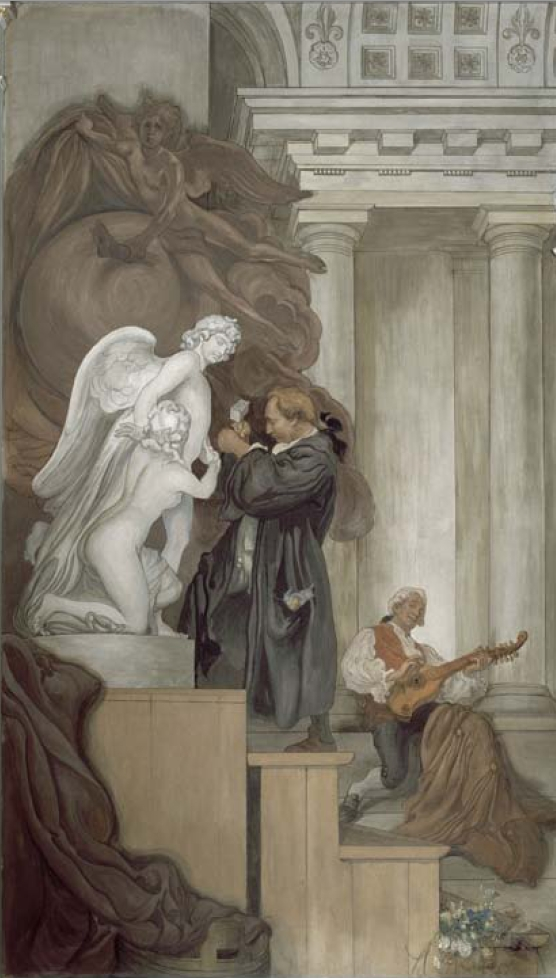
«Мистецтво скульптури. Скульптор Карл Беллман в майстерні», 1896 р.

Карл Ларссон зробив кілька портретів на замовлення задля заробітку.
У деяких портретних роботах митець зображував видатних співвітчизників. Відомі його портрети Августа Стріндберга (1899), що нині зберігається у Національному музеї Швеції, Оскара Левертіна (1906) (Тільська галерея), Сельми Лагерлеф (Портретна галерея Бонніерів, Стокгольм).
Значну мистецьку цінність мають декілька стінописів і картин Ларссона на історичну тематику. Художник виділяв серед своїх робіт композицію «Зимове жертвоприношення». Практично алегорію на тему скульптури він створив у картині «Мистецтво скульптури. Скульптор Карл Беллман в майстерні», 1896 р.
До монументальних творів Ларссона відноситься і стінопис «Прибуття у Стокгольм Густава Вази 1523» (швед. "Gustav Vasas inntog i Stockholm 1523"). Художник подав давню подію як триумфальну ходу короля. Як і завжди, він ретельно вибудував композицію і навіть пов'язав її з вертикалями порталу живописними вертикалями триумфального декору підйомного фортечного мосту.

## Музеї, в яких представлено картини Ларссона

### Італія
- Галерея Уффіці, Коридор Вазарі

### Німеччина
- Стара національна галерея (Берлін)

### Данія
- Державний музей мистецтв (Копенгаген)

### Франція
- Люксембурзький музей

### Швеція
- Гьотеборзький музей мистецтв
- Національний музей Швеції
- Вальдемарсудде
- Кальмарський музей мистецтв
- Скандинавський музей
- Тільська галерея
- Мальмський музей мистецтв
- Портретна галерея Бонніерів, Стокгольм